# Benton County (Iowa)
Das Benton County ist ein County im US-amerikanischen Bundesstaat Iowa. Im Jahr 2020 hatte das County 25.575 Einwohner und eine Bevölkerungsdichte von 13,8 Einwohnern pro Quadratkilometer.  Der Verwaltungssitz (County Seat) ist Vinton.
Das Benton County ist Bestandteil der Metropolregion um die Stadt Cedar Rapids.

## Geografie
Das County liegt im mittleren Osten Iowas und hat eine Fläche von 1855 Quadratkilometern, wovon fünf Quadratkilometer Wasserfläche sind.
Der Nordosten des Countys wird vom Cedar River durchflossen, der über den Iowa River zum Stromgebiet des Mississippi gehört. Der Iowa River berührt den äußersten Südwesten des Countys.
An das Benton County grenzen folgende Nachbarcountys:
| Black Hawk County |             | Buchanan County |
| Tama County       |             | Linn County     |
| Poweshiek County  | Iowa County | Johnson County  |

## Geschichte

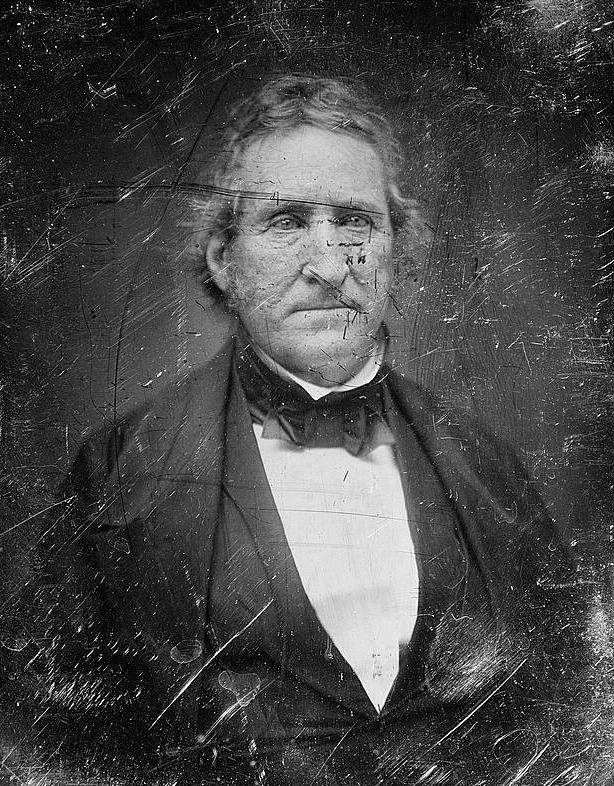
Thomas Hart Benton

Das Benton County wurde am 21. Dezember 1837 aus Teilen des Dubuque County gebildet. Benannt wurde es nach Thomas Hart Benton (1782–1858), der den benachbarten Staat Missouri im US-Senat vertrat.
Im Frühjahr 1846 wurde ein Verwaltungssitz eingerichtet, der den Namen Northport bekam. Wenig später wurde die Stadt nach dem General John C. Frémont in Fremont umbenannt. Da es in Iowa bereits einen Ort gleichen Namens gab, erfolgte eine weitere Umbenennung. Der heute noch amtliche Name des Verwaltungssitzes ist Vinton, benannt nach dem Abgeordneten Plynn Vinton aus Ohio, der 50 Dollar dafür bezahlte.

1856 wurde der Grundstein für das erste ständig genutzte Gerichtsgebäude gelegt. Das heutige Gerichtsgebäude wurde 1905–1906 errichtet.

## Bevölkerung
Nach der Volkszählung im Jahr 2010 lebten im Benton County 26.076 Menschen in 10.196 Haushalten. Die Bevölkerungsdichte betrug 14,1 Einwohner pro Quadratkilometer. In den 10.196 Haushalten lebten statistisch je 2.59 Personen.
Ethnisch betrachtet setzte sich die Bevölkerung zusammen aus 98,1 Prozent Weißen, 0,4 Prozent Afroamerikanern, 0,2 Prozent amerikanischen Ureinwohnern, 0,3 Prozent Asiaten sowie aus anderen ethnischen Gruppen; 0,9 Prozent stammten von zwei oder mehr Ethnien ab. Unabhängig von der ethnischen Zugehörigkeit waren 1,1 Prozent der Bevölkerung spanischer oder lateinamerikanischer Abstammung.
24,6 Prozent der Bevölkerung waren unter 18 Jahre alt, 60,6 Prozent waren zwischen 18 und 64 und 14,8 Prozent waren 65 Jahre oder älter. 49,8 Prozent der Bevölkerung war weiblich.

Das jährliche Durchschnittseinkommen eines Haushalts lag bei 56.592 USD. Das Prokopfeinkommen betrug 24.814 USD. 7,9 Prozent der Einwohner lebten unterhalb der Armutsgrenze.

## Ortschaften im Benton County
Citys
| - Atkins - Belle Plaine - Blairstown - Garrison - Keystone | - Luzerne - Mount Auburn - Newhall - Norway - Shellsburg | - Urbana - Van Horne - Vinton - Walford1 |

Census-designated place (CDP)
- Watkins

Andere Unincorporated Communities
- Koszta
- Spencers Grove

1 – teilweise im Linn County

## Gliederung
Das Benton County ist in 20 Townships eingeteilt:
| Township           | Einwohner (2010) | FIPS     |
| ------------------ | ---------------- | -------- |
| Benton Township    | 928              | 19-90201 |
| Big Grove Township | 204              | 19-90237 |
| Bruce Township     | 317              | 19-90363 |
| Canton Township    | 883              | 19-90465 |
| Cedar Township     | 526              | 19-90522 |
| Eden Township      | 285              | 19-91131 |
| Eldorado Township  | 1214             | 19-91161 |
| Florence Township  | 2108             | 19-91350 |
| Fremont Township   | 2442             | 19-91455 |
| Harrison Township  | 366              | 19-91857 |

| Township           | Einwohner (2010) | FIPS     |
| ------------------ | ---------------- | -------- |
| Homer Township     | 203              | 19-91974 |
| Iowa Township      | 432              | 19-92052 |
| Jackson Township   | 653              | 19-92091 |
| Kane Township      | 864              | 19-92289 |
| Leroy Township     | 1143             | 19-92421 |
| Monroe Township    | 234              | 19-92964 |
| Polk Township      | 2302             | 19-93438 |
| St. Clair Township | 400              | 19-93732 |
| Taylor Township    | 815              | 19-94095 |
| Union Township     | 983              | 19-94170 |

Die Städte Belle Plaine, Shellsburg und Vinton gehören keiner Township an.